# دايفيد إدوين هاريل
دايفيد إدوين هاريل (بالإنجليزية: David Edwin Harrell)‏ هو مؤرخ أمريكي، ولد في 22 فبراير 1930.